# Raión de Ustynivka
Ustynivka (en ucraniano: Устинівський район) es un raión o distrito de Ucrania en el óblast de Kirovogrado. 
Comprende una superficie de 942 km².
La capital es la ciudad de Ustynivka.

## Demografía
Según estimación 2010 contaba con una población total de 16400 habitantes.

## Otros datos
El código KOATUU es 3525800000. El código postal 28600 y el prefijo telefónico +380 5239.